# Marek Gajdziński (harcmistrz)
Marek Gajdziński (ur. 26 sierpnia 1960 w Warszawie) – instruktor harcerski, harcmistrz. Autor książek o metodzie harcerskiej, współzałożyciel Związku Harcerstwa Rzeczypospolitej, przedsiębiorca

## Życiorys harcerski
Od 1971 harcerz, a potem instruktor i szczepowy 16 Warszawskiej Drużyny Harcerzy. Był pomysłodawcą Unii Najstarszych Drużyny Harcerskich Rzeczypospolitej i członkiem Kręgu Instruktorów Harcerskich im. Andrzeja Małkowskiego. Działał w podziemnym Ruchu Harcerskim, gdzie był członkiem Naczelnictwa, kierował siecią kolportażu wydawnictw niezależnych oraz współorganizował Białą Służbę. Członek Komitetu Założycielskiego ZHR, był zastępcą Naczelnika ZHR (przed podziałem na Organizację Harcerek i Organizację Harcerzy) i członkiem pierwszej Rady Naczelnej ZHR. W 2000 roku zainicjował odnowienie 16 WDH, a 2 lata później powołał Harcerskie Ochotnicze Pogotowie Ratunkowe. W latach 2004–2006 i 2014-2016 roku był komendantem Mazowieckiej Chorągwi Harcerzy ZHR, gdzie także prowadził kursy instruktorskie Agricola i Jakobstaf. Odznaczony Srebrnym Krzyżem Zasługi za zasługi dla rozwoju ruchu harcerskiego oraz za działalność na rzecz kształtowania moralności i patriotycznej postawy polskiej.

## Życiorys zawodowy
Magister inżynier elektryk, ukończył studia na Politechnice Warszawskiej. Przedsiębiorca w obszarach handlu i informatyki. W latach 2013–2017 pracownik Krajowej Szkoły Administracji Publicznej, gdzie stworzył program kształtowania postaw słuchaczy – przyszłych urzędników Służby Cywilnej.

## Publikacje
- Służba Otrzeźwienia Narodowego – Harcerska Oficyna Wydawnicza „Bratnie Słowo”, 1987
- O metodzie skautowej PBS – broszura z serii „Materiały metodyczno-programowe dla drużyn starszoharcerskich” – Zeszyt 4, 1988
- Harcerstwo w gimnazjum – jak to działa? – ZHR, 2005
- Harcerstwo warszawskich szkołach – praca zbiorowa – Miasto st. Warszawa, 2011
- Harcerski System Wychowania – Niezależne Wydawnictwo Harcerskie, 2011 (Wydanie 1), 2012 (Wydanie 2), 2014 (Wydanie 3), 2018 (Wydanie 4), 2022 (Wydanie 5)
- System zastępowy – Zastęp Zastępowych i Rada Drużyny – Wydawnictwo ZHR, 2012 (Wydanie 1), 2019 (Wydanie 2)
- Narzędziownik Drużynowego – Fundacja Jakobstaf! Warszawa 2023